# Brzotín
Brzotín, ungarisch Berzéte (bis 1927 slowakisch „Brzotýn“ oder „Berzetín“; deutsch Berseten) ist eine Gemeinde im Okres Rožňava (Košický kraj) im Osten der Slowakei, mit 1360 Einwohnern (Stand 31. Dezember 2024).

## Geographie
Der Ort liegt im Tal des Flusses Slaná im kleinen Talkessel namens Rožňavská kotlina (deutsch Rosenauer Kessel), umgeben von der Karstlandschaft des Slowakischen Karstes. Das Ortszentrum ist vier Kilometer von Rožňava und 73 Kilometer von Košice entfernt.

## Geschichte
Brzotín wurde zum ersten Mal 1242 als Berzethe schriftlich erwähnt. Im Mittelalter war die Ortschaft Standort eines Goldbergwerks, daher sind auch deutsche Kolonisten anwesend. Im 14. Jahrhundert gab es hier eine Mautstelle auf dem Weg in die Gespanschaft Zips. In dieser Zeit wurde auch die Burg oberhalb des Ortes zum ersten Mal erwähnt (1311 als castrum Berzete). Die Geschlechter Mariássy und Bebek waren bedeutende Gutsbesitzer des Mittelalters, seit dem 16. Jahrhundert hatte das Geschlecht Andrássy das Sagen. 1573 wurde die Burg von den Türken, die ein paar Jahre zuvor das Dorf besaßen, abgerissen. Im 19. Jahrhundert gab es im Ort fünf Hochöfen und Hammerwerke, die aber im Verlaufe des 20. Jahrhunderts wieder stillgelegt wurden. 1828 waren hier 161 Häuser und 1211 Einwohner zu verzeichnen.
Bis 1919 gehörte der Ort im Komitat Gemer und Kleinhont zum Königreich Ungarn und kam danach zur Tschechoslowakei. Als Folge des Ersten Wiener Schiedsspruches war er 1938–45 noch einmal Teil von Ungarn. In den Jahren 1976–90 war Brzotín ein Ortsteil der benachbarten Stadt Rožňava.

## Bevölkerung
| Jahr                | 1994 | 2004     | 2014    | 2024    |
| ------------------- | ---- | -------- | ------- | ------- |
| Anzahl der Personen | 1132 | 1268     | 1347    | 1360    |
| Unterschied         |      | +12,01 % | +6,23 % | +0,96 % |

| Jahr                | 2023 | 2024    |
| ------------------- | ---- | ------- |
| Anzahl der Personen | 1357 | 1360    |
| Unterschied         |      | +0,22 % |

Die Bevölkerung ist gemäß der Volkszählung von 2001 gemischt, von damals erfassten 1238 Einwohnern waren 43,2 % Slowaken, 40 % Ungarn und 15,4 % Roma.

## Sehenswürdigkeiten
- Landschloss des Geschlechts Mariássy, wo sich auch die Verwaltung des Nationalparks Slowakischer Karst befindet, weiter Landschlösser der Geschlechter Okolicsány und Rákossy
- Sakralbauten: römisch-katholische Annakirche aus dem Jahr 1803 und eine reformierte Kirche, ursprünglich im 13. Jahrhundert als eine römisch-katholische erbaut
- Natur: Naturreservat Brzotínske skaly und die der Öffentlichkeit nicht zugängliche Höhle Brzotínska jaskyňa